# 感动中国年度人物评选
感动中国年度人物评选是中央广播电视总台新闻中心推出的以中国人物为主题的评选活动，以“感动公众，感动中国”为口号，每年评选一次，每次一般有10名个人及一个群体当选。

## 概要
- 每年一次，当年度人物候选人于11月或12月产生，次年1月评选出结果。首次评选为2002年度，2003年1月产生出结果。
- 组成“推举委员会”，推举候选人、选定候选人。
- 中国中央电视台与指定媒体合作、最终确定参选人（20人以上）。
- 中国中央电视台对候选人进行展播。
- 推举（评委会评选）、观众、网友投票。
- 每次评选最终产生10名人物（从2019届起团体也被纳入），另设一个特别奖（年度致敬、特别致敬），详见历年获奖者名单章节。
- 中国中央电视台举办电视晚会（感动中国年度人物颁奖盛典），公布评选结果并颁奖。

## 标准与产生程序
“感动中国年度人物”推选标准：
- 人物、事件发生在本年度，或者人物在本年度引起社会广泛关注。
- 为推动社会进步、时代发展做出杰出贡献，获得重大荣誉并引起社会广泛关注；
- 在各行各业具有杰出贡献或重大表现，国家级重大项目主要贡献者；
- 爱岗敬业，在平凡的岗位上做出了不平凡的事迹；
- 以个人的力量，为社会公平正义、人类生存环境作出突出贡献；
- 个人的经历或行为，代表了社会发展方向、社会价值观取向及时代精神；个人在生活、家庭、情感上的表现特别感人，体现中国传统美德和良好社会风尚。

推选产生程序：
- 推委推选出认为合适的候选人物，并写明推举理由以及他们的事迹材料。
- 组委会搜集了一些人物资料，作为组委会的推荐人选，推委可以在组委会搜集的推荐人选中投票，推举出认为合适的候选人物，并填写推举理由。
- 组委会将根据推委会的推选情况，再经公众投票和最终评议，确定“十大人物”。[1]

## 评委
2008年
于丹、王晓晖、王振耀、水均益、白岩松、冯骥才、刘汉俊、刘姝威、纪宝成、孙冰川、孙伟、任卫新、庄殿君、朱玉、杜玉波、谷云龙、罗明、易中天、阿来、张瑞敏、陆小华、陈小川、陈章良、陈淮、陈彤、陈锡添、金庸、赵化勇、钟南山、秦绍德、贾平凹、涂光晋、阎肃、梁晓涛、梁建增、章启月、崔永元、彭长城、敬一丹、喻国明、谢国明、濮存昕。
2013年
于丹、王振耀、王晓晖、白岩松、冯骥才、刘北宪、刘姝威、孙玉胜、孙伟、杜玉波、李小林、时文朝、吴孟超、何东平、余秋雨、张会军、张瑞敏、陆小华、阿来、陈小川、陈彤、陈雨露、陈菊红、明立志、罗明、金庸、赵微、胡占凡、黄传芳、黄宏、阎肃、梁建增、彭长城、敬一丹、童年、戴自更。

## 历届获奖者名单
2002年
郑培民、张荣锁、王選、刘姝威、张瑞敏、张前东、黄昆、姚明、赵新民、濮存昕
- 特别奖：三峡移民

2003年
杨利伟、钟南山、陈忠和、尾山宏、梁雨润、巴金、高耀洁、达吾提·阿西木、成龙
- 特別獎：衡阳武警消防兵

2004年
牛玉儒、梁万俊、刘翔、明正彬、任长霞、孙必干、田世国、徐本禹、袁隆平、桂希恩
- 特别奖：中国女排

2005年
丛飞、魏青刚、黄伯云、李春燕、洪战辉、陈健、邰丽华、杨业功、王顺友、费俊龙和聂海胜
- 特别奖：青藏铁路建设者

2006年
丁晓兵、华益慰、叶笃正、王百姓、季羡林、孔祥瑞、黄舸、霍英东、林秀贞、青岛爱心群体微尘
- 特别奖：中國工農紅軍

2007年
钱学森、李剑英、钟期荣和胡鸿烈夫妇、孟祥斌、方永刚、李丽、闵恩泽、陈晓兰、谢延信、罗映珍
- 特别奖："嫦娥一号"卫星研制开发团队

2008年
唐山十三农民、武文斌、张艺谋奥运导演团队、金晶、吉吉、“神舟七号”航天员团队、李桂林和陆建芬夫妇、韩惠民、经大忠、李隆
- 特别奖：全体“中国人”

2009年
卓琳、宋文骢、阿里帕·阿力马洪、萨布利亚·坦贝肯、张正祥、陈玉蓉、朱邦月、沈浩、李灵、翟墨
- 特別獎：何东旭、陈及时、方招等援救落水儿童的长江大学大学生群體

2010年
钱伟长、孙水林和孙东林兄弟、才哇、郭明义、王伟、王万青、王茂华和谭良才、何祥美、刘丽、孙炎明
- 特别奖：八位中国维和英烈、K165列车乘务组、中国志愿者群体

2011年
朱光亚、杨善洲、吴孟超、张平宜、吴菊萍、阿里木、胡忠和谢晓君夫妇、孟佩杰、刘金国、刘伟
- 特別獎：白方礼们——以白方礼老人为代表的长年热心公益事业而未能获得感动中国荣誉的所有爱心人士

2012年
罗阳、林俊德、李文波、张丽莉、陈家顺、陈斌强、周月华和艾起夫妇、何玥、高秉涵、高淑珍
- 特别致敬：公安部湄公河“105案”专案组

2013年
黄旭华、刘盛兰、陈俊贵、段爱平、沈克泉和沈昌健父子、格桑德吉、吴佩兰、姚厚枝、方俊明、龚全珍
- 特别奖：中国载人航天英雄集体

2014年
于敏、朱敏才和孙丽娜夫妇、赵久富、张纪清、陶艳波、木拉提·西日甫江、肖卿福、朱晓晖、师昌绪、陇海大院
- 年度致敬：抗击埃博拉病毒中国援非医疗队

2015年
吴锦泉、张宝艳和秦艳友夫妇、郎平、屠呦呦、阎肃、徐立平、莫振高、官东、买买提江·吾买尔、王宽
- 特别致敬：抗战老兵、爱国侨胞

2016年
孙家栋、张超、王锋、潘建伟、支月英、秦玥飞、郭小平、阿布列林·阿不列孜、李万君、梁益建
- 特别致敬：中国女排

2017年
卢永根、廖俊波、杨科璋、卓嘎和央宗、刘锐、黄大年、卢丽安、王珏、黄大发、谢海华
- 特别致敬：塞罕坝林场建设者

2018年
程开甲、钟扬、王继才/王仕花、马旭、杜富国、吕保民、刘传健、其美多吉、张渠伟、张玉滚
- 特别致敬：改革先锋

2019年
樊锦诗、四川森林消防员、顾方舟、朱丽华、张富清、杜岚&尤端阳、伍淑清、黄文秀、潘维廉、中国女排
- 特别致敬：建立和建设新中国的奋斗者

2020年
张定宇、陈陆、张桂梅、万佐成、熊庚香夫妇、王海、汪勇、谢军、叶嘉莹、毛相林、国测一大队
- 特别致敬：抗疫英雄

2021年
彭士禄、杨振宁、顾诵芬、吴天一、朱彦夫、苏炳添、陈贝儿、张顺东李国秀夫妇、江梦南
- 特别致敬：中国航天人（聂海胜、刘伯明、汤洪波）

2022年
钱七虎、邓小岚、杨宁、沈忠芳、徐淙祥、“银发知播”群体、徐梦桃、陈清泉、陆鸿、林占熺
2023年
俞鸿儒、刘玲琍、孟二梅、张雨霏、杨华德、牛犇、穆言灵、张连钢、萧凯恩、空军航空兵某团飞行二大队
2024年
栾恩杰、范振喜、郑钦文、曲亚波、吕明玉、保定学院西部支教群体、沈华忠、李东、庞众望、李登月、刘老庄连

## 争议
- 中国内地慈善家白方礼曾两度入围央视“感动中国”候选人名单，但两度落选，引发公众的不满。在媒体和网络上流传着诸如“感动了中国人民却感动不了CCTV？”[2]“感动中国容易，感动评委很难”[3]等质疑声。尤其《白芳礼，你凭什么感动中国？》[4][5]一文在网络上转载率很高。2012年，中央电视台感动中国人物评选，向白方礼  特别致敬，并称像白方礼一样感人却未受到表彰的人们为“白方礼们”。
- 2010年12月初，南都记者陈宝成发微博称，12月1日启动的网上投票中“部分候选人票数在短期内‘井喷’，且‘选民’分布区域过度集中，有行政操纵嫌疑。“[6][7]
- 据中国数字时代报道称，2020年感动中国十大人物评选中李文亮等人未上榜导致了部分网民感到不满，许多网民表示李文亮才是真正的“感动中国人物”[8]。

## 主题曲
《感动》 
- 作曲：韩红
- 作词：喻江
- 演唱：韩红
- 专辑：《感动》
- 合唱：银河少年电视艺术团